# (3135) Lauer
(3135) Lauer es un asteroide perteneciente al cinturón de asteroides, descubierto el 1 de marzo de 1981 por Schelte John Bus desde el Observatorio de Siding Spring, Nueva Gales del Sur, Australia.

## Designación y nombre
Designado provisionalmente como 1981 EC9. Fue nombrado Lauer en honor al astrónomo estadounidense Tod R. Lauer.